# Демирель, Волкан
Волка́н Демире́ль (тур. Volkan Demirel; род. 27 октября 1981[…], Стамбул) — турецкий футбольный вратарь и тренер. Выступал за сборную Турции. Участник Евро-2008. Увлекается плаванием, путешествиями, коллекционирует спортивные автомобили.

## Карьера
Вратарь обучался в юношеской футбольной школе клуба «Карталспор», после чего, сыграв 51 матч в составе всё того же клуба «Карталспор», был взят на заметку скаутами нескольких турецких клубов. В июле 2002 года перешёл в турецкий клуб «Фенербахче», однако свой первый матч за основной состав молодой вратарь сыграл лишь 26 апреля 2003 года против клуба «Самсунспор». Обладая прекрасной реакцией и отличным позиционным чутьем, Волкан через год прочно закрепился в основном составе «Фенербахче», после чего стал с 2004 года призываться под знамёна сборной Турции, за которую он сыграл 63 матча.
Волкан стал одним из ключевых участников успеха «Фенербахче» в Лиге чемпионов УЕФА, где команда дошла до четвертьфинала. Вратарь был признан героем матча с клубом «Севилья», в котором в серии пенальти он отразил 3 удара.

### Тренерская карьера
30 октября Бодрум назначил Демиреля новым главным тренером после ухода Исмета Ташдемира. 3 февраля 2025 года Бодрум по обоюдному согласию расторг контракт с Демирелем.

## Достижения
«Фенербахче»
- Чемпион Турции (5): 2003/04, 2004/05, 2006/07, 2010/11, 2013/14
- Обладатель Суперкубка Турции (3): 2007, 2009, 2014
- Обладатель Кубка Турции (2): 2011/12, 2012/13

Сборная Турции
- Бронзовый призёр чемпионата Европы 2008

## Личная жизнь
Женат на Мисс Бельгия 2009 года Зейнеп Север. Свадьба состоялась в сентябре 2010 года. Она также играет в волейбол в Fenerbahçe Acıbadem.